# Rhodogeron
Rhodogeron là một chi thực vật có hoa trong họ Cúc (Asteraceae).

## Loài
Chi Rhodogeron gồm các loài: